# Star 266
Star 266 — польський вантажний автомобіль підвищеної прохідності з колісною формулою 6х6.

## Історія

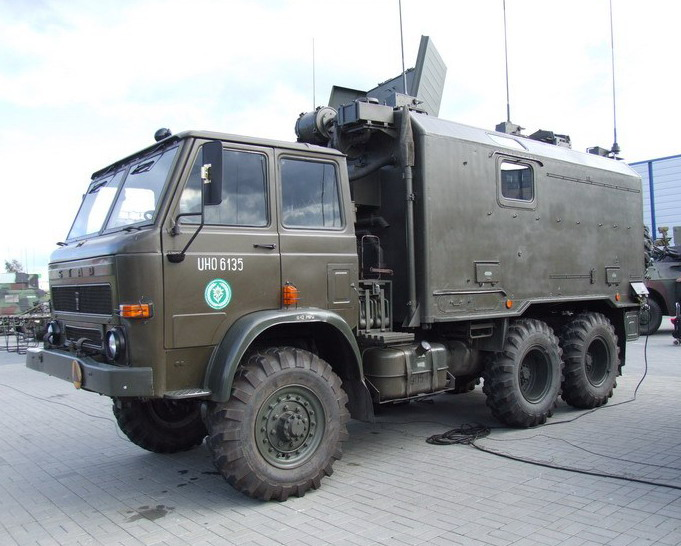
Star 266 (1973-2000)

Створений колективом конструкторів фірми FSC Star як основний транспорт польської армії, також поставлявся на цивільний ринок. В конструкції використані елементи Star 200 та Star 244.  
Вантажівка може транспортувати до 3500 кг по бездоріжжю та 5000 кг - на шляху з твердим покриттям. Масса причепа - до 4000 кг. На автомобілі спочатку стояв дизельний двигун S359 (6842 см³, 150 к.с.).
Роботи по проекту почалися в 1968. Серійне виробництво почалось в 1973, в 2001 році вантажівки модернізували, поставивши туда кабіни від MAN M2000 та двигуни MAN D0824LFG01. В 2006 році вантажівки зняли з виробництва. Нині ці вантажавки дуже розповсюджені на цивільному ринку.

## Основні модифікації
- Star 266 - стандартна модель

- Star 266M - модернізований 266

- Star 266 - військовий кран масою 5 тонн.

- Star 266 - військовий екскаватор

- GD-2 - димова машина, яка може виставляти дими в квадраті 1500x150 м. Також має назву "typ 528".

- CD-5 - цистерна для перевезення палива. Бак на 4500 літрів та помпа. Також має назву "typ 520".

- Hibneryt - машина ППО. Фактично Star 266 з встановленою зенітною установкою ЗУ-23-2 або ZUR-23-2S.

- Hibneryt-KG - варіант Hibneryt з ZUR-23-2KG Jodek-G. Також машина перевозить ракети ПЗРК GROM та генератор для зенітних гармат.

- Hibneryt-P - польовий варіант Hibneryt

- WUS-3 - спеціальна машина для дезактивації.

- IRS (Instalacja Sanitarno-Rozlewcza) - польова санітарна машіна.

- ADK-11 - командно-штабна машина з системою керування вогню Topaz.

- Star-266 AP-64 - військова вантажівка для перевезення елементів понтонного мосту PP-64 Wstęga.

- Star-266 BP-64 - військова вантажівка для перевезення елементів понтонного мосту PP-64 Wstęga. Відмінність - додаткова кабіна для 4 військових.

## Країни-експлуатанти
- Польща
- Ангола - 2785 од. поставлені з 1977 по 1981[2]
- М'янма - 106 (1990)[2]
- Угорщина - 174 (1986–1989)[2]
- Литва - декілька Star 266 передані Польщею [3]

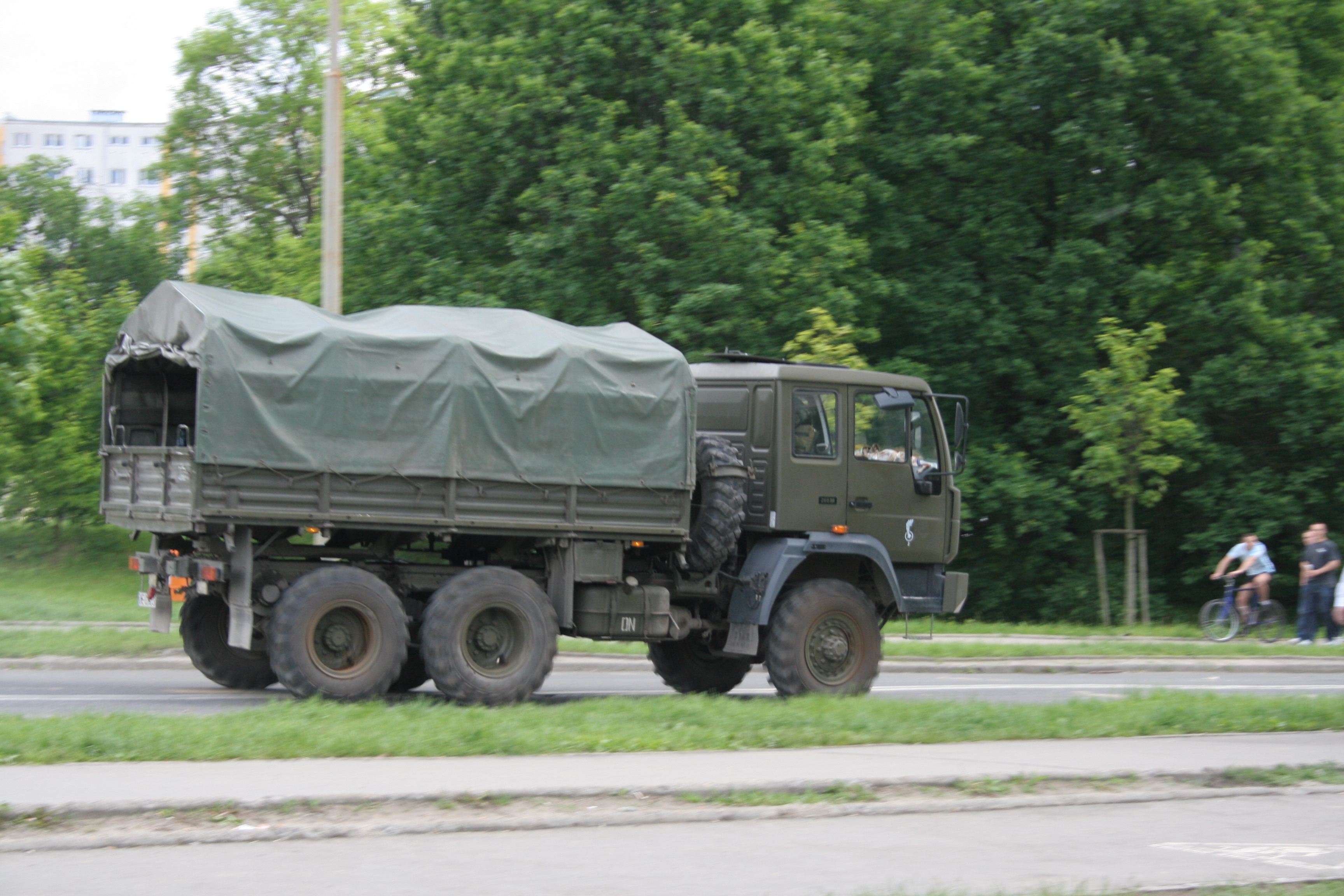
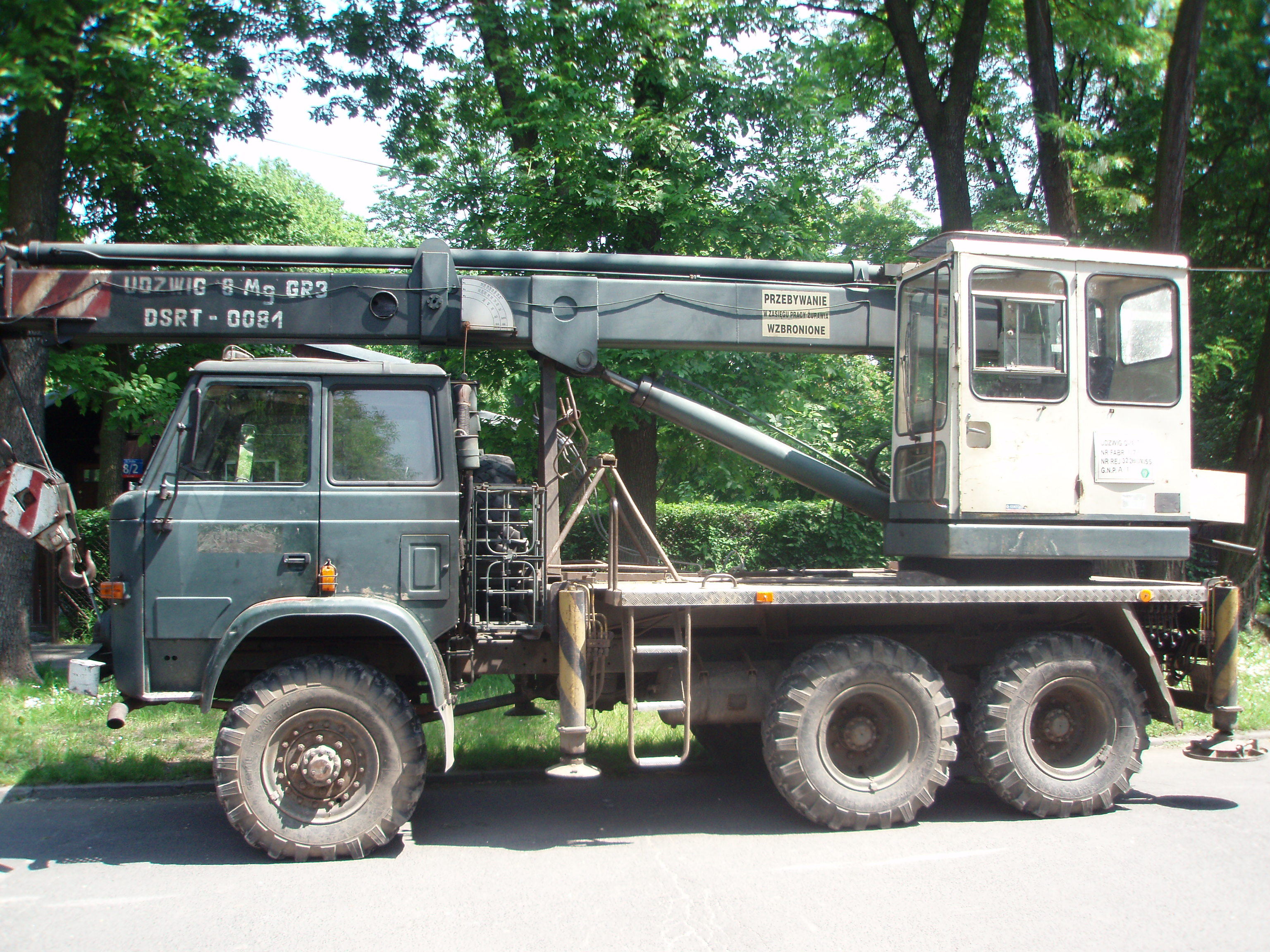
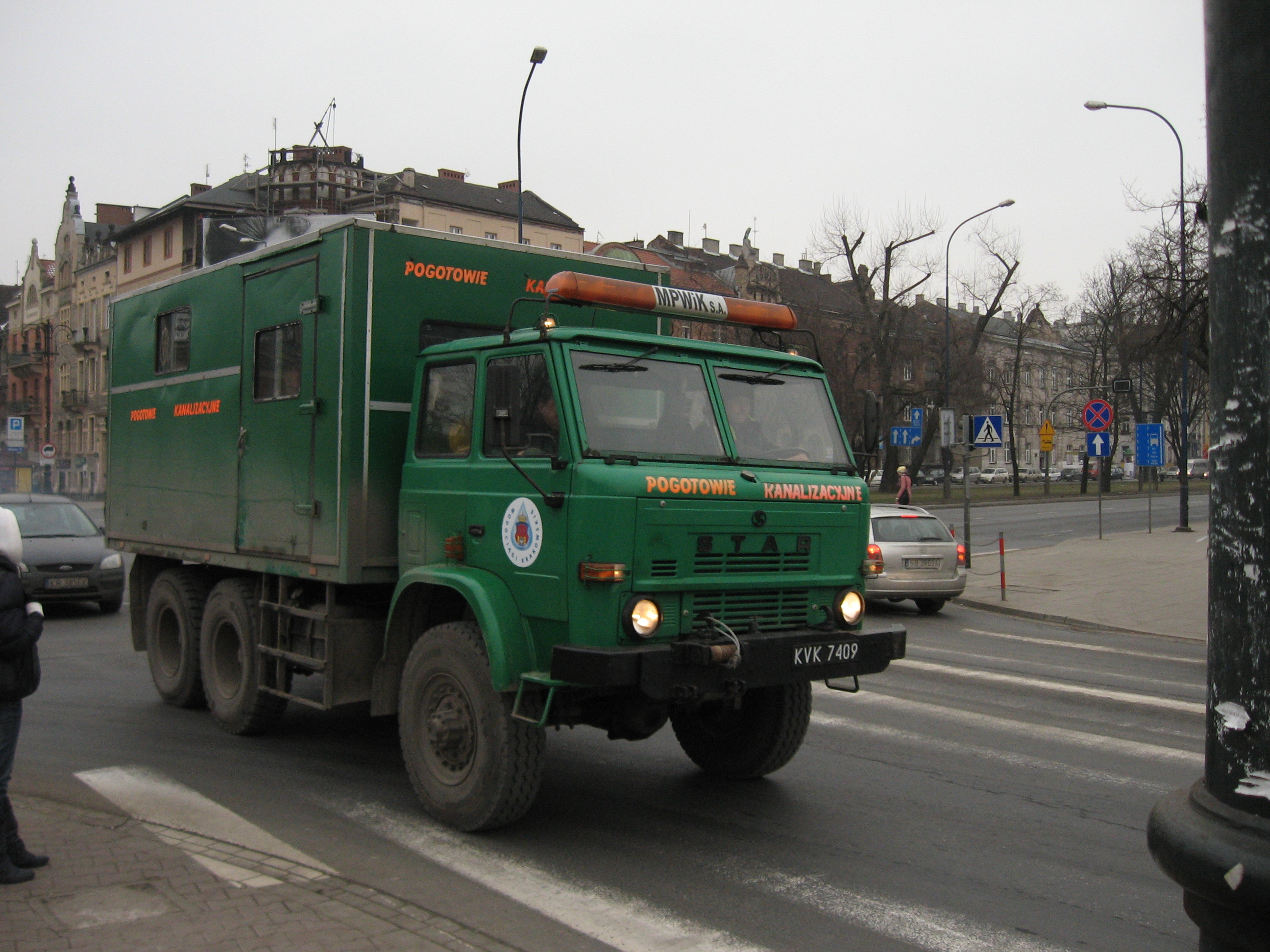
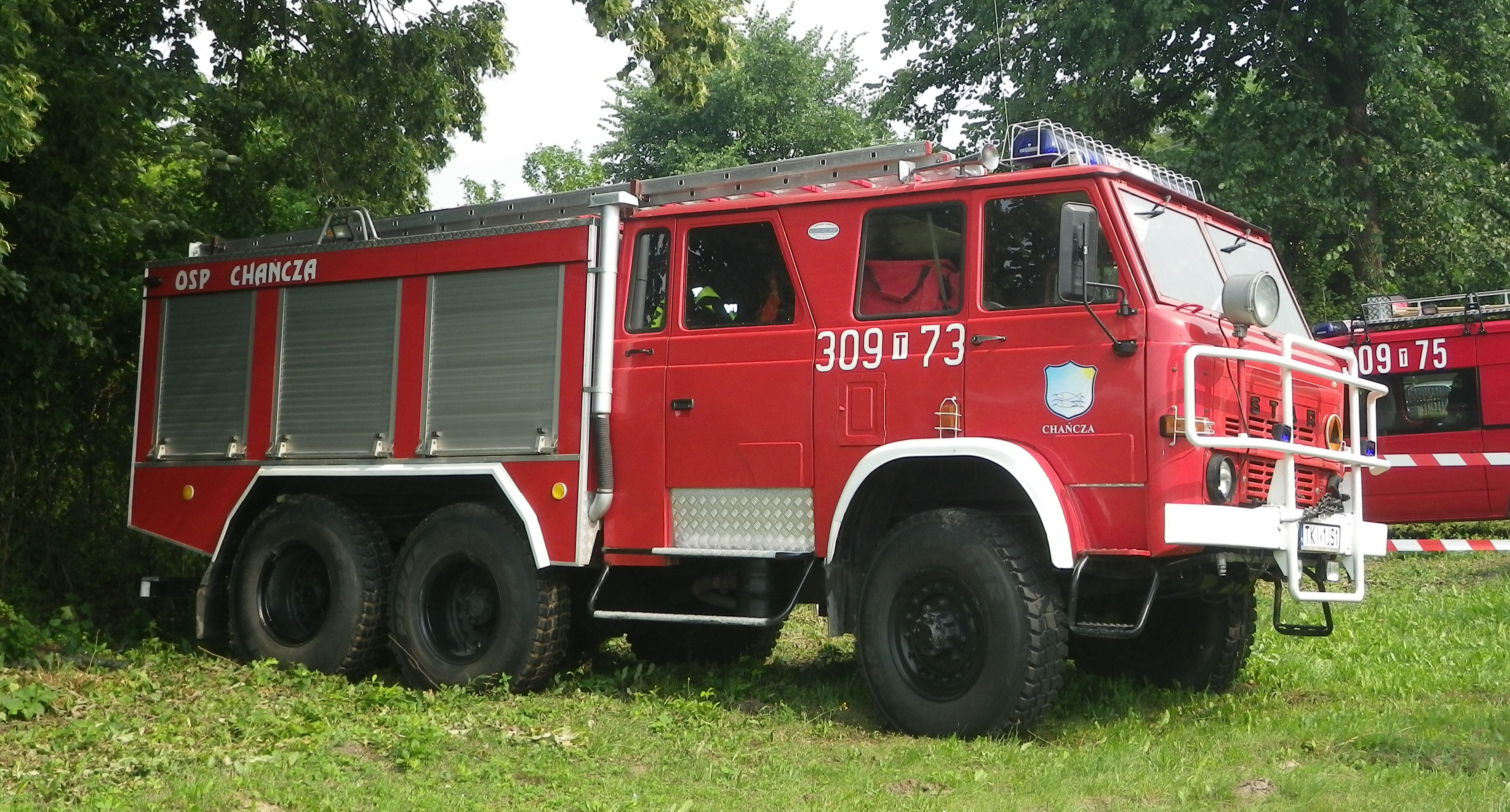

- Ємен - 400 (1999–2000)[2]
- - Лівія 650 (1986)[2]
- - СРСР 394 (1987–1989)[2]